# Гзавје Малис
Гзавје Малис (хол. Xavier Malisse; рођен 19. јула 1980. у Кортрајку, Белгија) бивши је белгијски тенисер који је дебитовао на професионалним турнирима 1998. године. Малис је 2002. играо против Давида Налбандијана у полуфиналу Вимблдона.